# Onciale 0197
- Papyrus
- Onciale
- Minuscules
- Lectionnaire

Le Codex 0197, portant le numéro de référence 0197 (Gregory-Aland), est un manuscrit du Nouveau Testament sur parchemin écrit en écriture grecque onciale.

## Description
Le codex se compose de deux folios. Il est écrit en une colonne, de 12 lignes par colonne. Les dimensions du manuscrit sont 27 x 24.5 cm. C'est un palimpseste, le texte plus bas a été écrite en syriac. Les paléographes datent ce manuscrit du IXe siècle,.
C'est un manuscrit contenant le texte incomplet de la Évangile selon Matthieu (20,22-23.25-27; 22,30-32.34-37). 
Le texte du codex représenté type byzantin. Kurt Aland le classe en Catégorie V.
Le manuscrit a été examiné par Alban Dodd.
Lieu de conservation
Il fut conservé à l'Abbaye bénédictine de Beuron.